# Pseudidactus roggemani
Pseudidactus roggemani är en skalbaggsart som beskrevs av Stefan von Breuning 1977. Pseudidactus roggemani ingår i släktet Pseudidactus och familjen långhorningar.
Artens utbredningsområde är Rwanda. Inga underarter finns listade i Catalogue of Life.